# 地磁擾動指數
地磁擾動指數（disturbance storm time，Dst，Kyoto Dst）是測量太空天氣條件的一項指標。它提供了來自太陽的質子和電子引起地球周圍環狀電流強度的資訊。 
環繞地球周圍的環狀電流產生的磁場直接位於地球磁場的正前方，也就是說，如果來自太陽的質子和電子的差異越大，那麼地球的磁場就會變得越弱。
負值的Dst意味著地球磁場被削弱，在太陽風暴期間尤其如此。

## 外部連結
- The Dst index homepage（页面存档备份，存于） provided by Kyoto University
- Dst at NOAA/NGDC（页面存档备份，存于）
- Dst as part of SWENET Latest Alerts (on ESA's Space Weather Portal)